# Neritos drucei
Trichromia drucei là một loài bướm đêm thuộc phân họ Arctiinae, họ Erebidae.